# IQinVision
IQinVision — компания, занимающаяся разработкой и производством мегапиксельных IP-камер видеонаблюдения. Основана в 1998 году, центральный офис расположен в городе Сан Хуан Капистрано, штат Калифорния, США.
Основной продукт — IP-камеры видеонаблюдения IQeye:
- IQeye Alliance — Купольные IP-камеры
- IQeye Sentinel — Всепогодные мегапиксельные IP-камеры
- IQeye 7 серии — Мегапиксельные камеры в стандартном корпусе
- IQeye 5 серии — IP-камеры высокого разрешения в компактном корпусе
- IQeye 3 серии — IP-камеры высокого разрешения

Высокое качество изображения и надежность камер IQeye подтверждается наградами всемирно признанных экспертов, издательств и выставок в сфере технической безопасности Frost & Sullivan, ST&D, Detektor, IIPSEC и многих других.

## История компании IQinVision
Компания IQinVision более 12 лет занимается разработкой и производством широкого спектра цифровых видеокамер. Ряд её разработок открыл новые ступени развития отрасли IP-видеонаблюдения:
- 1998 — Основание компании
- 1999 — Выпуск первой в мире цифровой камеры видеонаблюдения с прогрессивной разверткой
- 1999 — Выпуск первой в мире сетевой камеры видеонаблюдения с питанием по сети Ethernet
- 1999 — Выпуск первой в мире видеокамеры с цифровым панорамированием (DPTZ- Digital Pan Tilt Zoom) и продолжением записи кадров полного изображения
- 2000 — Выпуск первой в мире сетевой мегапиксельной камеры видеонаблюдения
- 2003 — Выпуск первой в мире сетевой камеры видеонаблюдения формата HDTV c возможностью кадрирования изображения
- 2003 — Выпуск первой в мире системы, не требующей пользовательского программного обеспечения для просмотра и записи видео
- 2004 — Выпуск первой в мире мультимегапиксельной цифровой камеры видеонаблюдения
- 2005 — Выпуск первой в мире камеры с цифровой аутентификацией изображения транслируемого камерой
- 2007 — Выпуск первой в мире всепогодной мегапиксельной сетевой камеры с питанием по сети Ethernet

## МаркировкаIP-видеокамерIQeye
В общем случае модели IP-видеокамер маркируются следующим образом: IQXzxYY-VV, например IQM32NE-B5.
- IQ — общее обозначение IP-камер IQeye
- X — обозначение линейки камер

«А»-IQeye Alliance-pro; «7»-IQeye 7серии; «S»-IQeye Sentinel; «D»-IQeye Alliance-mini и т. д.
- z — поддерживаемые кодеки сжатия и наличие режима день/ночь:

«3» — поддерживается кодек MJPEG и H.264, камеры оптимизированы под видеонаблюдение в стандарте высокой четкости (HD)
«2» — поддерживается кодек MJPEG и H.264
«5» — поддерживается кодек MJPEG, режим день/ночь
«1» — поддерживается кодек MJPEG
- x — разрешение камеры

«0» — разрешение 0,3Мп
«1» — разрешение 1,3Мп
«2» — разрешение 2,0Мп
«3» — разрешение 3,1Мп
«5» — разрешение 5,0Мп
- YY — исполнение корпуса камеры, наличие режима день/ночь

«SI» — камера для внутренней установки, режим день/ночь отсутствует
«SE» — камера для внешней установки, режим день/ночь отсутствует
«NI» — камера для внутренней установки, режим день/ночь
«NE» — камера для внешней установки, режим день/ночь
«NX» — камера для экстремальных условий эксплуатации, режим день/ночь
- VV — тип объектива в комплекте, при наличии

Режим день/ночь — благодаря встроенному электромеханическому инфракрасному фильтру IR Cut-off поддерживается автоматическое переключение между режимами (цветное/черно-белое изображение).

## Патентованные технологии, применяемые в IP-камерах IQeye

### LightGrabber™ и LightGrabber™ II
Технология Lightgrabber™ и LightGrabber™ II позволяет получить максимально качественное изображение в условиях плохой освещённости. При активации данного режима, один кадр с камеры получается путём объединения либо двух, либо четырёх полученных ею кадров.

### IQrecorder™
IQrecorder™ Функция позволяет записывать и воспроизводить детализированное изображение с высоким разрешением, используя доступное сетевое устройство хранения данных без установки программного обеспечения на компьютере.

### IQauthenticate™
IQauthenticate™ — функция цифровой проверки подлинности, которая позволяет установить защиту изображения непосредственно в камере. IQauthenticate исключает возможность изменения изображения, обеспечивая уверенность в неопровержимости доказательств.

### IQaccess™
IQaccess™ — встроенная непосредственно в камеру логика позволяет превратить камеру IQeye в систему контроля доступа начального уровня с возможностью формирования и мониторинга тревожных событий в системе.

## Общие характеристикиIP-видеокамерIQeye
Все модели, оснащённы CMOS-матрицами с прогрессивным сканированием и разрешением до 5 Мпикс. Благодаря встроенному микропроцессору и оперативной памяти камеры IQeye способны быстро обрабатывать изображение и транслировать несколько видеопотоков MJPEG (MJPEG и H.264- модели с H.264). Отсутствие каких-либо механически перемещаемых элементов внутри камеры, за исключением ИК-фильтра в моделях день/ночь, повышает ресурс и надёжность оборудования IQinVision.